# Saison 2016-2017 du Valenciennes FC
Maillots
Chronologie
Saison précédente Saison suivante
Après une douzième place obtenue l'année précédente, la saison 2016-2017 du Valenciennes FC est la troisième consécutive en Ligue 2.

## Avant-saison
Le groupe professionnel reprend le lundi 20 juin, sans Paul Charruau, Adrien Tameze, Sekou Baradji et Pierre Slidja, tous quatre absents.
Le premier match a lieu à Aniche le 2 juillet face à une sélection de l'UNFP (victoire 2-1).
Les joueurs partent ensuite en stage en Autriche du 3 au 14 juillet. Ils y affrontent le MSV Duisbourg (D3 allemande) le 6 juillet (défaite 1-4) et le FC Botosani (D1 roumaine) le 11 juillet (nul 1-1).
Une rencontre contre SV Zulte Waregem (D1 belge) est ensuite organisée à Maubeuge le 16 juillet (victoire 2-1). Un ultime amical contre Amiens est disputé le 22 juillet au stade du Hainaut (défaite 0-1).
| Date                     | Adversaire       | Lieu         | Score | Buteurs pour Valenciennes | Buteurs adverses                |
| ------------------------ | ---------------- | ------------ | ----- | ------------------------- | ------------------------------- |
| Samedi 2 juillet 2016    | UNFP             | Aniche       | 2 - 1 | Fulgini 29e · Ndao 37e    | Godemèche 80e                   |
| Mercredi 6 juillet 2016  | MSV Duisbourg    | Autriche     | 1 - 4 | Ndao 52e                  | Onuegbu 35e · Engin 59e 60e 81e |
| Lundi 11 juillet 2016    | FC Botosani      | Autriche     | 1 - 1 | Ndao 55e                  |                                 |
| Samedi 16 juillet 2016   | SV Zulte Waregem | Maubeuge     | 2 - 1 | Da Costa 68e · Ndao 87e   | Cordaro 42e                     |
| Vendredi 22 juillet 2016 | Amiens SC        | Valenciennes | 0 - 1 |                           | Kamara 59e                      |

### Transferts

#### Mercato d'été
Durant l'intersaison, le club continue de miser sur la formation en faisant signer ses jeunes, comme Emmanuel Ntim.
Plusieurs joueurs se trouvent en fins de contrats à l'issue de la saison 2015-2016 : Loris Néry, Eloge Enza-Yamissi, Sigamary Diarra, Sekou Baradji ou encore Opa Nguette qui rejoint Metz librement. Le prêt de Baptiste Aloé s'est achevé. Le troisième gardien Gaëtan Jost a décidé d'arrêter le football professionnel. Le capitaine Yunis Abdelhamid a quitté le club pour rejoindre Dijon, promu en Ligue 1. 
Le 3 juin 2016, Sigamary Diarra prolonge son contrat de deux saisons, et Ahmed Kantari rejoint le club. Le 21 juin 2016, Eloge Enza-Yamissi prolonge son contrat d'une saison.
Le 27 juin, le jeune Missi Mezu rejoint le Paris FC. 
Le 18 juillet, le club annonce le prêt de Pierre Slidja, son second meilleur buteur de la saison précédente, à un concurrent : Clermont Foot. Deux jours plus tard, le club auvergnat annonce que le prêt est finalement annulé. 
Le 27 juillet, Isaac Mbenza est transféré au Standard de Liège, contre environ 1 M€. Le lendemain, le Sporting Club de Bastia annonce la signature de Paul Charruau qui quitte le Hainaut à son tour.
Le 31 juillet, alors que son retour à Valenciennes était évoqué, Gregory Pujol annonce qu'il met un terme à sa carrière à 36 ans, malgré une offre du club hennuyer.
Le 8 août, Valenciennes officialise la signature du gardien Cyrille Merville pour deux saisons.
Le 26 août, le club annonce le retour en prêt de Baptiste Aloé, en provenance de Marseille.
Lors du dernier jour du mercato, le 31 août, le club se sépare finalement de Pierre Slidja, qui est transféré à Niort.

#### Mercato d'hiver
Le 3 janvier 2017, alors que le club part en stage au Touquet, Nuno Da Costa refuse de rejoindre le groupe et demande à être transféré. Il restera finalement au club.
Le seul mouvement lors du mercato d'hiver est la venue en prêt de Lebo Mothiba, en provenance de Lille.
Le 13 février 2017, Steve Ambri signe à 19 ans son premier contrat professionnel.

## Compétitions

### Ligue 2
Perturbée par les nombreux départs, c'est une équipe jeune et amoindrie qui se présente au stade du Hainaut pour son premier match de la saison contre Clermont Foot. Toutefois, cette intersaison compliquée n'empêche pas les joueurs de réussir leur retour à la compétition. Lamine Ndao et Nuno Da Costa inscrivent les deux buts d'une victoire 2-0.
Lors de la seconde journée, c'est une équipe solide physiquement qui revient de Bonal avec le point du match nul (0-0). Le résultat nul et vierge sera le même lors de la réception de Reims, une semaine plus tard. Cyrille Merville fait ses débuts à cette occasion, alors que Damien Perquis doit sortir sur blessure avant l'heure de jeu.
Pour la quatrième journée, les hennuyers se déplacent à Brest, là où ils ont été éliminés de la Coupe de la Ligue dix jours plus tôt. Sur la pelouse de Francis-Le Blé, ils encaissent leurs premiers buts en championnat de la saison. Menés à deux reprises, Fulgini et Faustin égalisent tour à tour, mais Battocchio offre finalement la victoire aux costarmoricains à une minute de la fin du temps réglementaire (défaite 3-2).
L'équipe se reprend pour la réception de Laval et remporte sa deuxième victoire de la saison (2-0). Lors de la 6e journée, elle se déplace au stade Océane pour y affronter Le Havre. Rapidement menés, les hommes de Faruk Hadžibegić reviennent aussi vite au score, en marquant sur l'engagement, par Da Costa. Ils prennent même l'avantage six minutes plus tard, sur une reprise acrobatique de Loïc Nestor. En seconde mi-temps, Ghislain Gimbert égalise pour les normands (2-2).
À domicile pour la septième journée contre Ajaccio, et devant un public de 5.000 scolaires, l'équipe obtient de nombreuses occasions, mais concède le nul (1-1).
Les hennuyer enchaînent ensuite deux "derbys régionaux" durant la même semaine, d'abord à la Licorne d'Amiens le mardi 20 septembre (0-0), puis à domicile contre Lens quelques jours plus tard. L'entraineur "sang et or" Alain Casanova parlera d'une suprématie régionale en jeu à l'occasion de cette rencontre. Dans un match au cours duquel ils manqueront de nombreuses occasions, et bien qu'en supériorité numérique dès la 8e minute, les valenciennois se font piéger à domicile et s'inclinent 1-2 sur un but de Bourigeaud à la 90è+3 minute.
Le 1er octobre, le VAFC l'emporte à la Meinau dans un match qui voit l'adversaire strasbourgeois se faire expulser deux joueurs et terminer la rencontre à neuf. Butin, Roudet, Da Costa et Ciss sont les buteurs d'une victoire 2-4 à l'extérieur.
Après la trêve internationale, le club reprend avec une victoire convaincante contre Niort (3-1). Cette bonne dynamique s'inverse ensuite avec trois défaites de rang à Tours (4-1), puis à domicile contre Nîmes Olympique (2-3), et à Troyes (2-0) .
En novembre, après une nouvelle trêve internationale, les hennuyers reprennent avec un match nul frustrant contre Bourg-en-Bresse (3-3), avec une égalisation tardive de l'équipe auvergnate, dans les arrêts de jeu, sur penalty. Lors de la journée suivante, à Orléans, Enza-Yamissi et Edson Seidou (csc), permettent à Valenciennes de l'emporter 0-2 à l'extérieur.
Après un nul frustrant à domicile contre le Gazélec Ajaccio (0-0), Da Costa permet d'arracher un point dans les arrêts de jeu contre le Red Star à Jean-Bouin (2-2). La phase aller s'achève avec un second déplacement consécutif à Auxerre et un nouveau résultat nul (1-1). Valenciennes se classe 12e à la trêve.
Pour le reprise du championnat le 16 janvier 2017, les hommes de Faruk Hadžibegić s'imposent 2-1 à domicile contre Sochaux, grâce à un but d'Andy Faustin en toute fin de rencontre. Lors de la journée suivante, l'équipe réussit un septième match consécutif sans défaite en obtenant le nul à Reims (0-0).
Le 27 janvier 2017, Valenciennes est battu à domicile par le leader brestois, sur un but de Joseph-Monrose dans les arrêts de jeu du match.
L'équipe est en panne d'efficacité offensive et enchaine deux résultats nuls et vierges, d'abord à Laval avec un effectif réduit, puis contre Le Havre, soit quatre matchs consécutifs sans marquer le moindre but.
Lors de la 25e journée, Valenciennes s'effondre à Ajaccio. Menée 3-0 à la 51e minute, l'équipe finit par s'incliner 3-2 et n'a plus que six points d'avance sur la zone de relégation.
Le 17 février, le VAFC reçoit Amiens qui est en lutte pour la montée, et concède un nul 1-1.
Arrive ensuite un derby à Bollaert-Delelis, où les "sang et or" s'imposent logiquement 2-0 (Valenciennes n'aura pas cadré un tir de tout le match). À dix journées de la fin du championnat, Strasbourg se présente ensuite au stade du Hainaut. Les Alsaciens qui luttent pour la montée s'inclinent en toute fin de rencontre sur un but de Saliou Ciss, après une passe en profondeur d'Ahmed Kantari. Ce résultat obtenu dans un climat hostile met fin à une série de sept matchs sans victoire.
Après ce sursaut contre le club alsacien, les rouge et blanc vont s'incliner à Niort (2-1), puis vont sombrer à domicile contre Tours, la lanterne rouge (0-4). Il s'agit de la plus large défaite à domicile depuis 2004. Ils seront battus une troisième fois consécutive lors d'un déplacement à Nîmes (1-0).
Au mois d'avril, alors que la zone de relégation se rapprochait dangereusement, les valenciennois enchainent deux victoires consécutives contre Troyes (2-0), puis à Bourg-en-Bresse (0-2). Cette période est également agitée par des sanctions contre plusieurs joueurs et éducateurs qui ont fait des paris sportifs.
Le 22 avril contre Orléans, Valenciennes l'emporte 4-0 avec notamment un triplé d'Angelo Fulgini. Avec cette troisième victoire consécutive (chose qui n'était plus arrivée depuis sept ans), le club est presque assuré de son maintien, à quatre journées de la fin du championnat.
Cette belle série s'interrompt lors de la 35e journée avec une défaite sur le terrain du Gazélec Ajaccio (1-0).
Le 6 mai, à deux journées de la fin et avec une équipe remaniée, Valenciennes obtient un nul déterminant contre le Red Star (0-0). Les jeunes loups du VAFC assurent alors le maintien.
L'équipe achève sa saison par un nul à domicile contre Auxerre (0-0) et une défaite à l'extérieur contre Clermont Foot (1-0). Le club se classe à la quatorzième place du championnat.

#### Classement
| Rang | Équipe                 | Pts | J  | G  | N  | P  | Bp | Bc | Diff |
| ---- | ---------------------- | --- | -- | -- | -- | -- | -- | -- | ---- |
| 12   | Clermont Foot 63       | 46  | 38 | 11 | 13 | 14 | 46 | 48 | −2   |
| 13   | FC Sochaux-Montbéliard | 46  | 38 | 11 | 13 | 14 | 38 | 43 | −5   |
| 14   | Valenciennes FC        | 45  | 38 | 10 | 15 | 13 | 44 | 44 | 0    |
| 15   | Bourg-en-Bresse 01     | 44  | 38 | 11 | 11 | 16 | 49 | 58 | −9   |
| 16   | Tours FC               | 43  | 38 | 10 | 13 | 15 | 55 | 60 | −5   |

### Coupe de France
Pour son entrée lors du 7e tour, Valenciennes affronte l'AS Étaples, club de Promotion d'Honneur et s'impose 0-2. Au 8e tour, Valenciennes retrouve Sarreguemines qui l'avait éliminé en 1/32è de finale la saison précédente. L'équipe de CFA 2 renverse à nouveau le club nordiste et s'impose 1-0.

### Coupe de la ligue
Le parcours du VAFC se résume à un déplacement à Brest pour le premier tour. À l'issue d'une rencontre sans but, la nouvelle règle est appliquée et les joueurs disputent directement une séance de tirs au but, sans prolongations préalables. Le capitaine Sébastien Roudet voit sa frappe repoussée par Donovan Léon et Valenciennes est éliminé (0-0, tab 5-3).

## Joueurs et encadrement technique

### Encadrement technique
L'équipe première est entraînée par Faruk Hadžibegić. Pascal Braud devient le nouvel entraîneur adjoint.

### Statistiques individuelles

#### Classement des buteurs
Avec 9 buts marqués, Nuno Da Costa termine meilleur buteur du VAFC en championnat (17e meilleur buteur du championnat). Il a la particularité d'avoir marqué tous ses buts lors de la première partie de saison. Il devance Saliou Ciss (8 buts).

#### Classement des passeurs décisifs
Avec 3 passes décisives, Andy Faustin, Saliou Ciss, Lamine Ndao et Nuno Da Costa sont les meilleurs passeurs du VAFC en championnat.

#### Fair-play
Au cours de la saison, Valenciennes a reçu 3 cartons rouges et 70 cartons jaunes.
Ahmed Kantari a reçu neuf cartons jaunes et un rouge à lui seul.
Le club a terminé 12e au classement général du fair-play.

### Récompenses et distinctions
Le club fait voter ses supporters pour désigner un joueur du mois parmi l'effectif du VAFC. À partir de mars 2017, cette récompense est sponsorisée par les "Ateliers Foslin".
Saliou Ciss est récompensé en août et octobre ; Nuno Da Costa en septembre, novembre et décembre ; Angelo Fulgini en janvier, mars, avril  et mai ; Damien Perquis en février .

## Aspects juridiques et économiques

### Structure juridique et organigramme
Depuis 2004, le club est une SASP. Le président est Eddy Zdziech. Pierre Wantiez est directeur général adjoint.

### Éléments comptables
Malgré une masse salariale revue à la baisse lors de la saison précédente, Valenciennes présente un déficit de 1,5 M€ lors de son passage devant la DNCG du 14 juin 2016. La décision du "gendarme financier" est mise en délibéré au 22 juin, dans l'attente d'éléments complémentaires. Le club passe avec succès devant le tribunal de commerce, voit l'arrivée de nouveaux actionnaires, et présente un budget de 11 M€ environ.
Le 24 juin 2016, la DNCG rend son verdict : interdiction de recrutement et encadrement de la masse salariale. La commission d'appel a validé cette situation le 11 juillet.
Au cours du mois d'avril 2017, le Groupe Partouche manifeste un intérêt pour une reprise du club. La sollicitation est repoussée par médias interposés. Début juin, la presse relate une rencontre entre Patrick Partouche et Eddy Zdziech par l'entremise de Jean-Louis Borloo. Un partenariat minoritaire est alors évoqué.
Sous processus de conciliation jusqu'en 2018 à la suite d'arriérés de trésorerie, la direction du club est pressée par les collectivités locales de trouver un repreneur. Selon le Président du club, celles-ci ont suspendu le versement de 770.000€ de subventions votées. Le député-maire Laurent Degallaix s'interroge alors sur la légitimité de «verse(r) de l'argent public dans une structure qui refuserait des fonds privés».
Début juin 2017, le Président Zdziech déclare que son club se porte mieux, et qu'il a connu un excédent d'exploitation de 1,02 M€ (grâce aux ventes de Mbenza pour 1,4 M€ notamment), après avoir remboursé 1,8 M€ de dettes la saison précédente. Par ailleurs, le club a conservé la propriété du centre de formation pour lequel il rembourse 400.000€ par an.
À la suite des différentes déclarations portant sur le passif du club, l'ancien Président Jean-Raymond Legrand sort de son silence pour effectuer une mise au point et égratigner à son tour son successeur.

### Équipementiers et sponsors
Après cinq saisons où le club était équipé par Uhlsport, le VAFC est désormais partenaire de Kipsta pour une durée de trois ans. Le club arbore également un nouveau sponsor principal sur son maillot à domicile, la mutuelle "Just" qui remplace GDE Recyclage. Ce sponsoring rapportera 400,000 € au club durant trois ans. Les autres partenaires principaux sont Suez Environnement et Toyota.

## Affluence et retransmission télévisée

### Affluence
Avec une moyenne de 7 905 spectateurs par match, Valenciennes se classe au 6e rang du championnat. 150 196 spectateurs se seront rendus au stade du Hainaut au cours de la saison 2016-2017, soit 17 095 de moins que l'année précédente. La meilleure affluence est enregistrée lors de la 9e journée avec la venue de Lens (15 323 spectateurs). Hormis pour cette rencontre, l'affluence ne dépassera qu'une seule fois la barre des 10 000 spectateurs (10 294 lors de la 7e journée contre Ajaccio).

### Retransmission télévisée
La Ligue 2 est retransmise en multiplex par beIN Sports lors des rencontres du vendredi soir, beIN Sports 1 lors des matchs phares du samedi après-midi et Canal+ pour l'affiche du lundi soir.
Valenciennes est programmé le lundi lors de la 20e journée (réception de Sochaux), la 24e journée (réception du Havre), et la 28e journée (réception de Strasbourg).

## Équipe réserve
Après avoir été reléguée la saison précédente, l'équipe réserve évolue en division d'honneur en 2016-2017. Elle termine septième de son groupe avec 63 points, à 16 points du premier. Frédéric Zago est directeur du centre de formation. Franck Triqueneaux est l'entraineur de l'équipe réserve. Philippe Cuervo s'occupe des U19 nationaux.